# Jardim Botânico da Ribeira do Guilherme

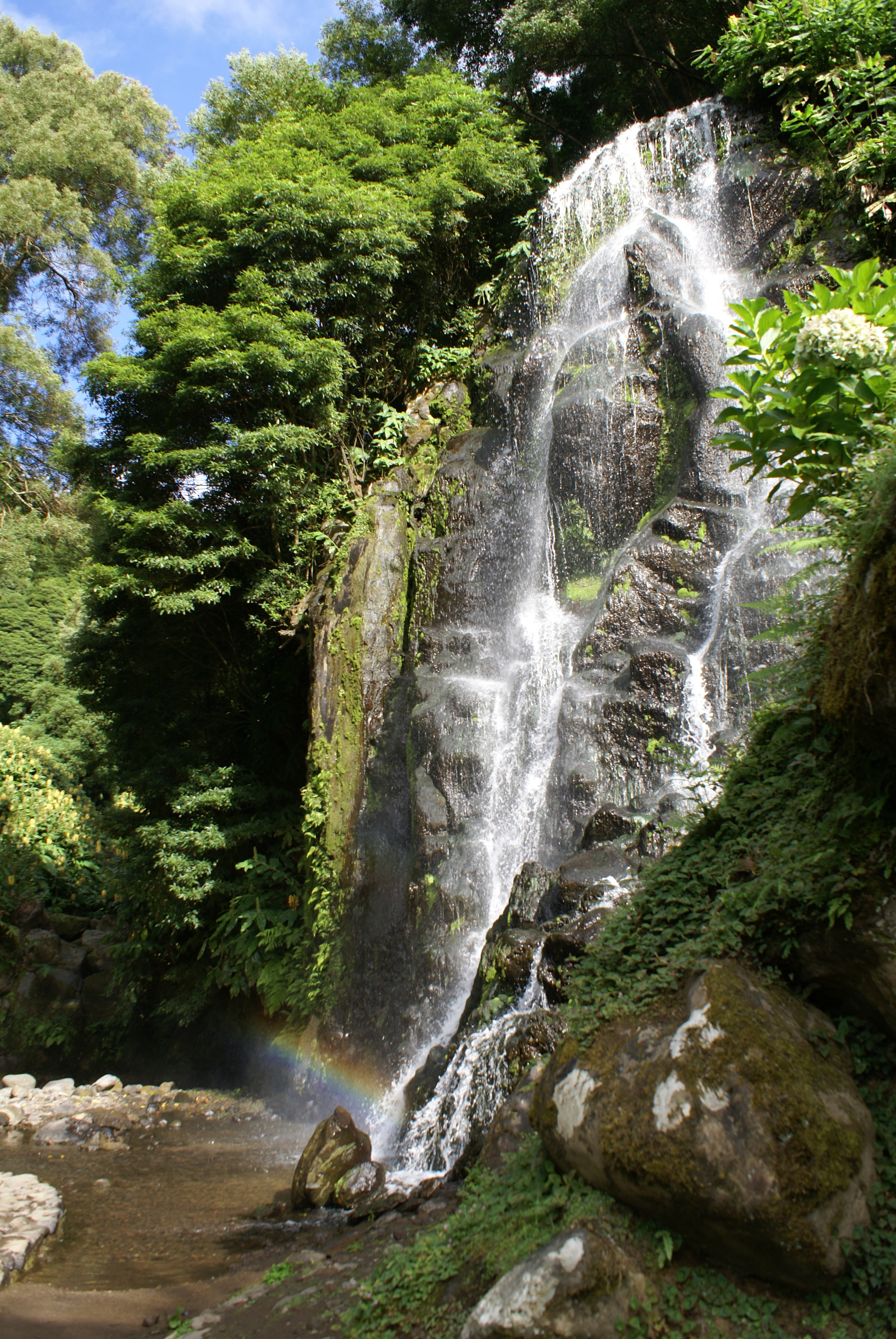
Jardim Botânico da Ribeira do Guilherme, cascata.

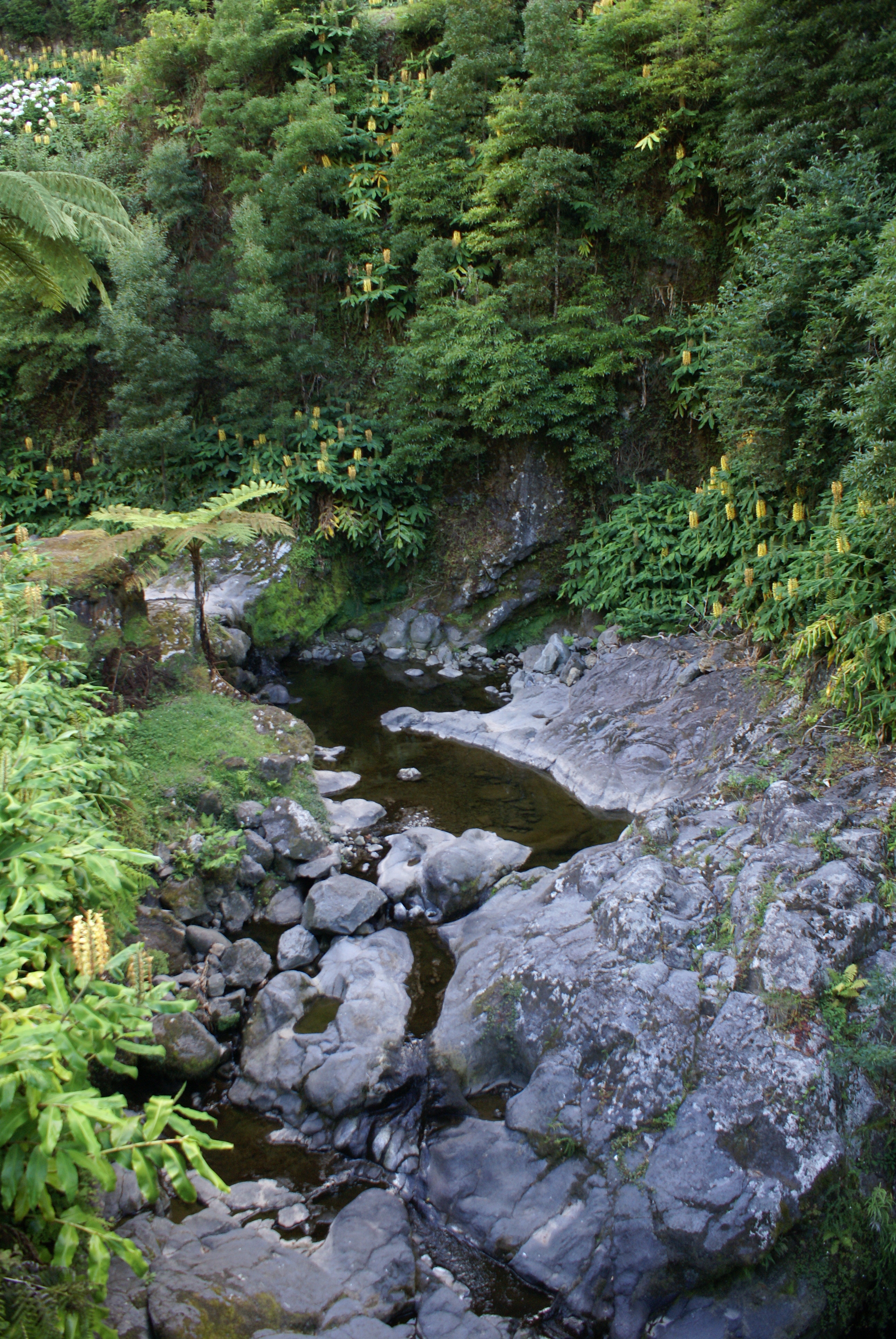
Jardim Botânico da Ribeira do Guilherme, vegetação típica da Macaronésia.

O Jardim Botânico da Ribeira do Guilherme é um jardim botânico e parque localizado na Lomba da Fazenda, concelho no Nordeste, na ilha açoriana de São Miguel, Arquipélago dos Açores.
Este jardim botânico localizado nos declives da Serra da Tronqueira ocupa parte do curso da Ribeira do Guilherme, ribeira onde também se localiza o Parque Natural da Ribeira dos Caldeirões. 
Este parque é composto por abundante cobertura vegetal típica das florestas da Macaronésia, onde a Laurissilva é dominante. O facto de nas suas florestas se encontrar o Priolo associado a variedade vegetal levou à inclusão de parte do parque na Zona de Protecção Especial do Pico da Vara e Ribeira do Guilherme.
Ao longo do percurso da ribeira, e devido aos declives do terreno surgem cascatas cujas águas fazem funcionar antigos moinhos e alimentam lagos onde é possível observar cisnes. 
No troço final desta ribeira, o local denominado Boca da Ribeira foi aproveitado para fazer um Parque de Campismo e quase junto ao mar uma piscina de água salgada.
Por este parque passa o Trilho pedestre PRC31SMI - Trilho Pedestre da Lomba da Fazenda que atravessa esta ribeira cujas águas tem em grande parte origem em nascentes localizadas no Pico Verde.